# Barry van Galen
Bart „Barry” van Galen (ur. 4 kwietnia 1970 w Haarlemie) – holenderski piłkarz, reprezentant kraju.

## Życiorys
Swoją piłkarską karierę rozpoczynał w zespole HFC Haarlem. W profesjonalnym futbolu zadebiutował 17 sierpnia 1991 roku w wygranym przez swoją drużynę 2:1 meczu przeciwko Telstar. W przeciągu dwóch sezonów rozegrał dla Haarlem 57 spotkań i strzelił 26 bramek. Od sezonu 1993/1994 był zawodnikiem Rody Kerkrade. Tam zadebiutował w rozgrywkach Eredivisie. Po trzech sezonach spędzonych na Parkstad Limburg Stadion i zdobytych 17 bramkach przeszedł do NAC Breda. Zagościł tam jednak tylko jeden sezon, w którym rozegrał 28 spotkań i zdobył 3 gole. Następnie przeniósł się do AZ Alkmaar, jak się okazało już do końca kariery. W pierwszym sezonie gry na DSB Stadion ekipa van Galena grała w drugiej lidze, ale już w następnym sezonie – 1998–1999 występowała w Eredivisie. 17 listopada 2004 roku Barry van Galen mając 34 lata i 227 dni został najstarszym debiutantem w Reprezentacji Holandii. W meczu z Andorą wszedł na boisko w podstawowym składzie, w 58 minucie został zmieniony przez Pierre’a van Hooijdonka. Był to jego jedyny mecz w reprezentacji. W 2005 roku awansował z AZ Alkmaar do półfinału Pucharu UEFA. Ogólnie w rozgrywkach Eredivisie i Eerste Divisie, van Galen rozegrał 408 spotkań i zdobył 100 bramek. Piłkarską karierę zakończył w 2006 roku.

## Kariera w liczbach
| Sezon   | Klub          | Kraj     | Rozgrywki      | Mecze | Gole |
| ------- | ------------- | -------- | -------------- | ----- | ---- |
| 1991/92 | HFC Haarlem   | Holandia | Eerste divisie | 29    | 13   |
| 1992/93 | HFC Haarlem   | Holandia | Eerste divisie | 28    | 13   |
| 1993/94 | Roda Kerkrade | Holandia | Eredivisie     | 31    | 8    |
| 1994/95 | Roda Kerkrade | Holandia | Eredivisie     | 26    | 6    |
| 1995/96 | Roda Kerkrade | Holandia | Eredivisie     | 20    | 3    |
| 1996/97 | NAC Breda     | Holandia | Eredivisie     | 28    | 3    |
| 1997/98 | AZ Alkmaar    | Holandia | Eerste divisie | 31    | 7    |
| 1998/99 | AZ Alkmaar    | Holandia | Eredivisie     | 27    | 5    |
| 1999/00 | AZ Alkmaar    | Holandia | Eredivisie     | 28    | 11   |
| 2000/01 | AZ Alkmaar    | Holandia | Eredivisie     | 27    | 3    |
| 2001/02 | AZ Alkmaar    | Holandia | Eredivisie     | 29    | 2    |
| 2002/03 | AZ Alkmaar    | Holandia | Eredivisie     | 27    | 9    |
| 2003/04 | AZ Alkmaar    | Holandia | Eredivisie     | 31    | 7    |
| 2004/05 | AZ Alkmaar    | Holandia | Eredivisie     | 22    | 7    |
| 2005/06 | AZ Alkmaar    | Holandia | Eredivisie     | 24    | 3    |
|         |               |          | Łącznie        | 408   | 100  |